# 朗戴亚条约
朗戴亚条约是公元63年羅馬帝國与帕提亚帝国之间签署于边境城镇朗戴亚（Rhandeia，位于今土耳其）的一项和平条约。该条约终结了58年至63年的罗马－帕提亚战争，并规定从此之后由阿萨息斯家族的帕提亚王子登上亚美尼亚王位，但是其提名的权利交给罗马皇帝。尽管这样使得亚美尼亚成为了一个仆从国，但是许多当时的罗马文献认为尼禄事实上已将亚美尼亚割让给了帕提亚帝国。帕提亚与罗马之间的这一折衷持续了几十年，直到公元114年，圖拉真统治下的罗马直接掌控了阿萨息斯亚美尼亚，将其并入了存续仅四年的亞美尼亞行省，后于118年，继任者哈德良撤出了此地。
虽然如此，阿萨希德王朝仍将维持亚美尼亚的王位，尽管通常都是傀儡国王。一直到428年，该王国被拜占庭帝国与萨珊帝国瓜分，亚美尼亚东部成为了一个萨珊省份，并由一名总督统辖。

## 书籍
- Bang, Peter Fibiger; Scheidel, Walter (编). . OUP USA. 2013: 204  [2020-07-27]. ISBN 978-0195188318. （原始内容存档于2020-07-27）.
- Gagarin, Michael (编). . Oxford: Oxford University Press. 2009  [2020-07-27]. ISBN 978-0195170726. （原始内容存档于2020-07-27）.
- Mikaberidze, Alexander.  2. Rowman & Littlefield. 2015  [2020-07-27]. ISBN 978-1442241466. （原始内容存档于2020-09-24）.
- Foot, Sarah; Robinson, Chase F. (编). . Oxford: OUP Oxford. 2012  [2020-07-27]. ISBN 978-0199236428. （原始内容存档于2020-07-27）.
- Redgate, Anne Elizabeth.  First. Massachusetts: Blackwell Publishers Inc. 2000: 88–91. ISBN 978-0631220374.
- Wiesehofer, Josef. . I.B.Tauris. 2011: 313  [2020-07-27]. ISBN 978-1860646751. （原始内容存档于2020-07-27）.
- Yarshater, Ehsan (编).  (1-4). Routledge & Kegan Paul: 424. 1985  [2020-07-27]. （原始内容存档于2020-07-27）.